# Przedbor z Brzezia
Przedbor z Brzezia herbu Zadora (zm. ok. 1387) – podstoli krakowski (1364), marszałek Królestwa Polskiego (w latach 1375–1378, oraz 1381–1387).
Za rządów królowej Jadwigi i Władysława Jagiełły również podskarbi Wawelski.                                                                                 
Jeden z trzech synów Zbigniewa z Brzezia – właściciela wsi Brzezie, Szarów, Dąbrowa i Grodkowice w okolicach Wieliczki.
Bliski współpracownik Kazimierza Wielkiego, który w 1370 roku w swoim testamencie zapisał Przedborowi oraz jego braciom Zbigniewowi i Pakosławowi Wodzisław.
Otrzymał od Kazimierz Wielkiego w dzierżawę Zamek Ogrodzieniec (dożywotnia tenuta), w którego reperację zainwestował znaczną sumę pieniędzy. W 1387 roku Władysław Jagiełło zapisuje Przedborowi 300 grzywien groszy polskich na zamku i mieście Dobczycach z przynależnościami, jako rekompensatę wydatków poniesionych na zamek w Ogrodzieńcu, który to zamek nadał Włodkowi z Charbinowic, cześnikowi krakowskiemu.
Stronnik Ludwika Andegaweńskiego, z którym brał udział w wyprawie węgiersko-polskiej na Ruś. Brał udział w oblężeniu Chełmu, a potem z częścią wojsk polskich udał się z pomocą królowi, który z wojskami węgierskimi wciąż oblegał Bełz.
Ojciec Zbigniewa i Wodzisława.